# فندق دولسي غولدن هانوي
فندق دولسي غولدن هانوي هو أول فندق في العالم مطلي بالذهب عيار 24 من الخارج والداخل، ويقع على ضفة بحيرة «جيانغ فو» في منطقة «با دنه» في هانوي عاصمة فيتنام. واستغرق بناء الفندق ذو الخمس نجوم 11 سنة، وافتتح في الثاني من يوليو 2020.